# Souhvězdí Mečouna
Mečoun je jedno z 88 souhvězdí moderní astronomie, leží na jižní obloze. Zavedli ho nizozemští mořeplavci Pieter Dirkszoon Keyser a Frederick de Houtman. Johann Bayer ho v roce 1603 zobrazil ve svém atlase Uranometria, pomohl tak jeho rozšíření. Mečoun je nevelké souhvězdí tvořené jen slabšími hvězdami, avšak proslavila ho galaxie Velký Magellanův oblak.

## Hvězdy
| Označení | Jméno | Hvězdná velikost |
| -------- | ----- | ---------------- |
| α Dor    | α Dor | 3,28m            |
| β Dor    | β Dor | 3,76m            |
| γ Dor    | γ Dor | 4,25m            |

Alfa Doradus, nejjasnější hvězda souhvězdí, je proměnná dvojhvězda, jejíž celková hvězdná velikost se mění v rozmezí 3,26m - 3,30m, čímž patří mezi nejjasnější dvojhvězdy. 
Beta Doradus, žlutobílý veleobr, je cefeida, která mění svou jasnost mezi magnitudou 3,7 a 4,1. Vhodnou porovnávací hvězdou je delta Doradus s magnitudou 4,35.
Gama Doradus je též proměnná, ale změny její jasnosti činí jen několik setin magnitudy. Dala jméno skupině známých proměnných hvězd typu Gama Doradus. 
R Doradus je červený obr, který mění svou jasnost v průběhu 11 měsíců od páté po šestou magnitudu.
Podle proměnné hvězdy S Doradus, velmi jasného ovšem vzdáleného objektu, je rovněž pojmenovaná celá skupina proměnných hvězd.

## Objekty
Do souhvězdí se promítá Velký Magellanův oblak (LMC) – satelitní galaxie Mléčné dráhy vzdálená asi 160 000 světelných let. Průměr této galaxie je 20 000 světelných let, což je přibližně pětina průměru naší Galaxie. Část Velkého Magellanova oblaku zasahuje i do souhvězdí Tabulová hora. Drží rekord jako nejrozsáhlejší (po Mléčné dráze) pouhým okem viditelný objekt. Civilizace žijící na jižní polokouli věděly o Velkém Magellanově oblaku už v prehistorických dobách. Pro obyvatele Evropy ho objevila spolu s blízkou menší galaxií, Malým Magellanovým oblakem, slavná výprava portugalského cestovatele Fernãa de Magalhãese (lat. Ferdinandus Magellanus), v roce 1519.
V oblaku se nachází mlhovina Tarantule. Je to obrovská emisní mlhovina zdánlivého průměru jako Měsíc v úplňku, nacházející se v jihovýchodní části Velkého Magellanova oblaku jako jeho nejjasnější část. Je viditelná dokonce i pouhým okem. Její součástí je i nejaktivnější oblast masivního zrodu hvězd v celé místní skupině galaxie, mlhovina 30 Doradus. V roce 1987 zazářila ve Velkém Magellanově oblaku supernova 1987A. V maximu dosáhla jasnosti 2,8m. Pouhým okem byla viditelná po dobu 10 měsíců. Mlhovina, která je pozůstatkem supernovy, se na snímcích Hubbleova teleskopu jeví jako propletená vlákna plynu a prachu. I některé další objekty Velkého Magellanova oblaku mají NGC anebo N označení. Známých pozůstatků po supernovách ve Velkém Magellanově oblaku je ještě několik, například SNR 0509, DEM L319, N63A či SNR 0539-69.1.
V Mečounovi se kromě Velkého Magellanova oblaku nacházejí i jiné, též dost jasné galaxie. Jednou z nich je NGC 1566 nazývaná Španělská tanečnice, která je 20cm dalekohledem rozlišitelná jako dvouramenná spirála. V obdobném, středně velkém zorném poli, se dá nalézt i dvojice jasných eliptických galaxií NGC 1549 a NGC 1553. NGC 1672 je zase galaxie, která má velmi výraznou centrální příčku, což dobře zachycují snímky z Hubbleova vesmírného dalekohledu. Ve vzdálenosti více než 350 milionů ly od nás je pár srážejících se galaxií katalogizovaný jako AMO500-620.

## Poloha
Hvězdy Mečouna jsou slabé a obrazec nevýrazný. V jeho hvězdách si můžeme představit rybu plavající k jižnímu světovému pólu. Na jeho vyhledání může posloužit pomůcka v podobě rovnoramenného trojúhelníku, jehož základnou toto souhvězdí prochází a jehož vrcholy tvoří jasné hvězdy Achernar z Eridanu, Canopus z Lodního kýlu a Rigil Kentaurus z Kentaura. Vzhledem ke své deklinaci −65° není v našich zeměpisných šířkách vůbec pozorovatelné. Nejsevernější místo, na němž je (alespoň teoreticky) pozorovatelné, leží na 15° s.š.